# Чертушкино
 Чертушкино  (тат. Чертуш) — деревня в Новошешминском районе Татарстана. Входит в состав Шахмайкинского сельского поселения.

## География
Находится на реке Челна (левый приток реки Шешма), в 19 км к северо-западу от села Новошешминска.

## История
Основана в первой половине XVIII века.
До 1860-х годов жители относились к сословию государственных крестьян. Занимались земледелием (в начале XX века земельный надел сел. общины составлял 3447 десятин), разведением скота, торговлей. 
В «Списке населенных мест по сведениям 1859 года», изданном в 1866 году, населённый пункт упомянут как казённая деревня Чертушкина 1-го стана Чистопольского уезда Казанской губернии. Располагалась при речке Челне, по левую сторону торгового тракта из Чистополя в Бугульму, в 32 верстах от уездного города Чистополя и в 37 верстах от становой квартиры в казённом пригороде Новошешминске. В деревне в 140 дворах жили 951 человек (469 мужчин и 482 женщины). Была мечеть.
По сведениям переписи 1897 года, в деревне Чертушкино Чистопольского уезда Казанской губернии жили 1468 человек (702 мужчины и 766 женщин), все мусульмане.
В начале XX века здесь было три мечети и мектеб, мельница, кузница, 8 бакалейных лавок.
До 1920 года деревня входила в Каргалинскую волость Чистопольского уезда Казанской губернии. С 1920 года в составе Чистопольского кантона ТАССР. С 10.08.1930 в Чистопольском, с 10.02.1935 в Кзыл-Армейском, с 23.05.1958 в Новошешминском, с 01.02.1963 в Чистопольском, с 26.04.1983 в Новошешминском районах.

## Население
Постоянных жителей было: в 1782 году — 122 души мужского пола, в 1859—951, в 1897—1682, в 1908—2165, в 1920—1899, в 1926—1384, в 1938—886, в 1949—532, в 1958—451, в 1970—506, в 1979—380, в 1989—256, в 2002 — 327 (татары 100 %), в 2010—295.

## Экономика
Полеводство, молочное скотоводство, свиноводство

## Инфраструктура
Начальная школа — ясли-сад, фельдшерско-акушерский пункт, сельский дом культуры, сельская библиотека, продуктовый магазин.